# Australian Agricultural Company

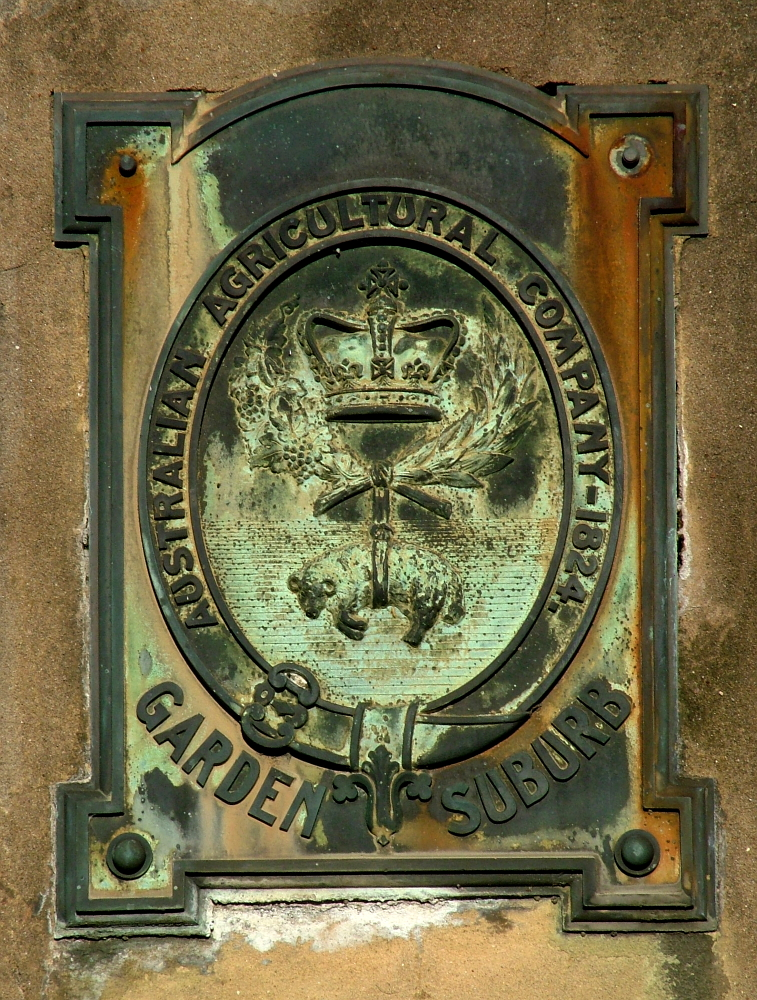
Plakette der Australian Agricultural Company von 1914 auf einer Steinsäule im Learmonth Park in Hamilton

Die Australian Agricultural Company (AAco) ist eine Kapitalgesellschaft, die Rinderzucht in großem Maßstab betreibt und Kohleminen in Australien betrieb. Sie wurde 1824 gegründet und ist eine der ältesten Gesellschaften Australiens mit der Bank of New South Wales (heute Westpac), die beide bis zum heutigen Tag bestehen.
Der Hauptsitz der in Australien führenden Gesellschaft für Rinderzucht befindet sich in Brisbane. Die Gesellschaft ist seit 2001 an der Australischen Börse wieder gelistet. Im Besitz der Company befinden sich im Jahre 2010 77.000 km² Land im Northern Territory und in Queensland, das sind etwa 1,2 % des australischen Landes. Die Company führt 19 Viehstationen, 3 Maststationen und 3 Farmen mit 485.000 Stück Vieh.

## Gründung

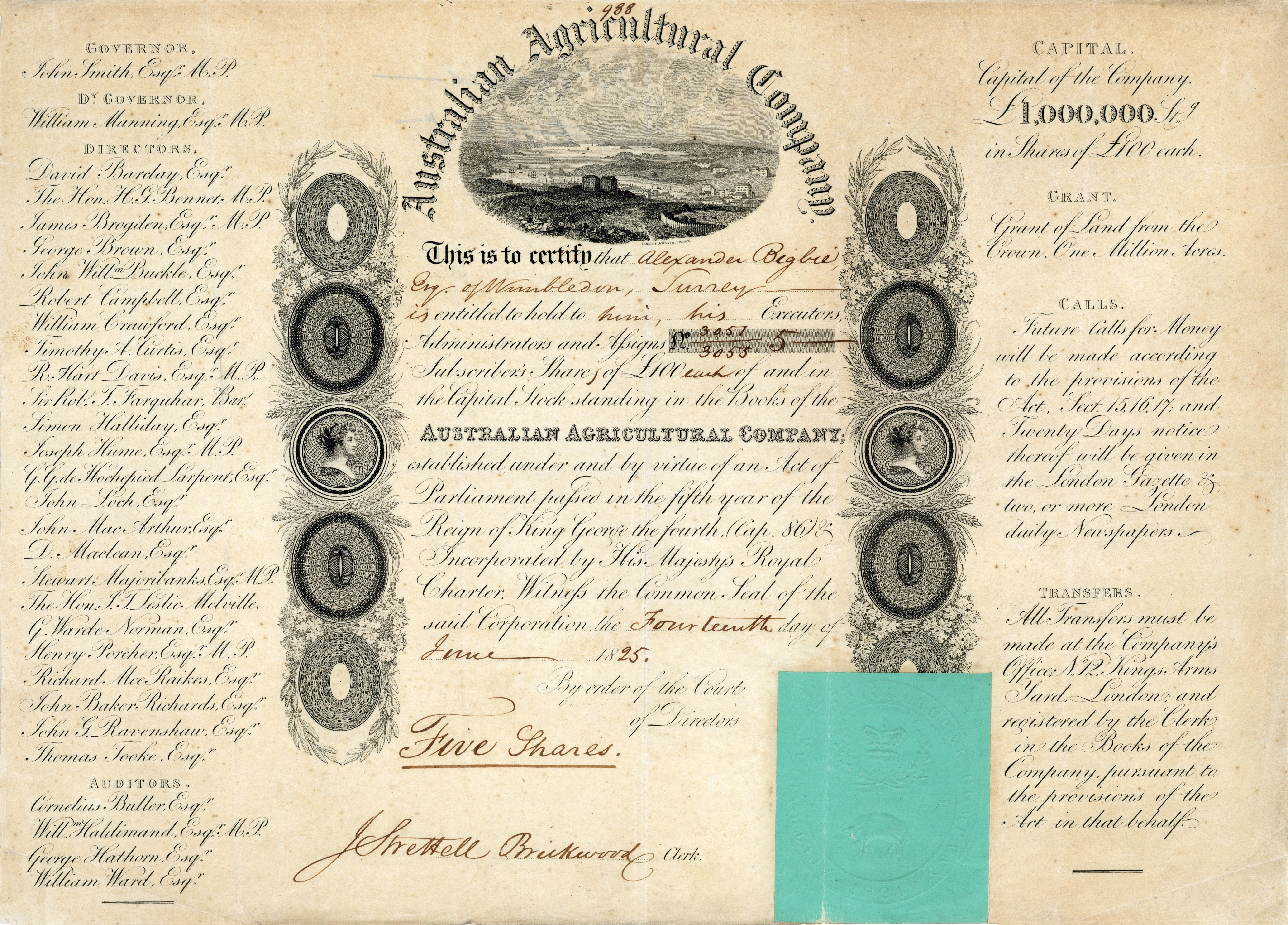
Gründeraktie der Australian Agricultural Company über 5 Anteile zu je 100 £, ausgegeben am 14. Juni 1825, gedruckt auf Pergament

Diese Gesellschaft wurde 1824 durch das britische Parlament mit einem Gesetzesakt in New South Wales gegründet, wobei die britische Krone 4047 km² Land garantierte. Das Stammkapital betrug zur Gründung eine Million ₤.
Unter den Gründungsmitgliedern der AAco befanden sich 28 Mitglieder des britischen Parlaments, der Gouverneur von New South Wales Joseph Hume und acht Direktoren der Bank of England, der Vorsitzende der Ostindienkompanie mit acht Direktoren und weitere Banker und Händler aus England.

## Rinderzucht
Die Company wurde 1824 zunächst zur Aufzucht von Merinoschafen gegründet. Dazu benötigte die Gesellschaft Land. Das erste zugewiesene Land durch die Kolonialregierung befand sich am Port Stephens. Es war für den vorgesehenen Zweck ungeeignet und erst im Jahre 1831 wurden 1010 km² um Warrah auf den Liverpool Plains und 1270 km² bei Goonoo Goonoo am Peel River durch Gouverneur Ralph Darling zugewiesen. Bereits am 10. Dezember 1831 eröffnete die AAco die erste Eisenbahnstrecke Australiens.
Zur gleichen Zeit erwarb die AAco Anteile an den Kohlenminen im Newcastle-Gebiet. In den landwirtschaftlichen Gebieten und in den Kohleminen wurden Sträflinge zur Arbeit eingesetzt. Trotz wirtschaftlicher Probleme in der ersten Wirtschaftskrise Australien, die 1859 begann und erhebliche Verlusten an der Börse nach sich zog, besaß die Gesellschaft im Jahre 1860 114118 Schafe, 8306 Rinder und 1436 Pferde.
In den 1880er Jahren wurde die Kühlung von Schaf- und Rindfleisch notwendig, um die Entwicklung Australien von Queensland in Richtung des Northern Territoriy voranzutreiben und der weitere Bau von Eisenbahnstrecken wurde erforderlich.
Zu Beginn des 20. Jahrhunderts fielen die Preise für Land in New South Wales dramatisch. Durch wirtschaftlich schlechte Entwicklung von 1925 bis 1930 fielen die Preise für Kohle und Wolle und zogen große wirtschaftliche Probleme in Australien nach sich.
Nach dem Zweiten Weltkrieg stieg die Fleischproduktion kontinuierlich an. Zu Beginn der 1970er Jahre fielen die Preise für Fleisch, doch die AAco überwand diese Krise und existierte weiter. Die AAco orientierte sich weiter Richtung Norden. 1985 wurde das Land bei Goonoo Goonoo am Peel River nach 170 Jahren Besitz verkauft, denn die Preise für Land im Süden Australiens stiegen an und der Verkauf von Land eröffnete der Gesellschaft neue Chancen zum Landkauf am Gulf of Carpentaria bei Gregory Downs, Canobie und Dalgonally. 1987 wurde weiteres Land bei Wondoola gekauft.
Die AAco engagierte sich stark in den nördlichen Gebieten Australiens. Das weitere Land bei Windy wurde 1996 verkauft wie auch der Landbesitz bei Warrah, das sich 165 Jahre im Besitz der Gesellschaft befand.
Im Jahr 2000 verkaufte die AAca 130.000 Rinder von insgesamt 363.000 nach Asien, Amerika und in den Mittleren Osten und sie wurde am 10. August 2001 wieder an der australischen Börse gelistet.

## Kohle
Die Kolonialregierung von New South Wales war nicht in der Lage den Abbau der Kohlevorkommen Australiens effektiv zu organisieren und am 3. Mai 1833 erhielt AAco in New South Wales 8 km² Land in Newcastle mit der Zusicherung eines 31 Jahre langen Monopols für Kohletransporte. Die AAca wurde aufgrund dieser Tatsache der größte Exporteur der Kohle Australiens für lange Zeit. Die Company kaufte weitere 5 km² Land auf den Kohlefeldern im südlichen Maitland bei Weston in der Nähe von Kurri auf. In den 1840er Jahren erwirtschaftete der Kohlebergbau mehr Gewinn als die Wolleproduktion.
Nach dem Ersten Weltkrieg gab die AAco ihre Aktivitäten im Kohlebergbau auf und verkaufte die Bergwerke und widmete sich ausschließlich der Rinderzucht.